# Rajella bigelowi
Rajella bigelowi is een vissensoort uit de familie van de Rajidae. De wetenschappelijke naam van de soort is voor het eerst geldig gepubliceerd in 1978 door Stehmann.